# جيمس أو. ريتشاردسون
جيمس أو. ريتشاردسون (بالإنجليزية: James O. Richardson)‏ هو ضابط أمريكي، ولد في 18 سبتمبر 1878 في باريس في الولايات المتحدة، وتوفي في 2 مايو 1974 في بيثيسدا في الولايات المتحدة.

## وصلات خارجية
- جيمس أو. ريتشاردسون على موقع إن إن دي بي (الإنجليزية)